# Tauride

La Tauride (o Tauride di Cherson o Chersoneso Taurico) era il toponimo con cui gli antichi Greci identificavano la penisola di Crimea, dal nome dei Tauri; un altro nome era Chersoneso Scitico, visto che gli Sciti erano stanziati nelle vicinanze.
Tra le principali città si ricordano Chersoneso Taurica, Neapoli Scita, Panticapeo e Teodosia.